# Jacquemart de Hesdin
Jacquemart de Hesdin (1350 - 1410) foi um miniaturista francês, pertencente ao Gótico Internacional. Foi um dos principais iluminadores de sua época. Trabalhou para o Duque de Berry. Sua obra mais conhecida são as chamadas Grandes Horas, na Biblioteca Nacional da França.